# Euclidia tristicula
Euclidia tristicula là một loài bướm đêm trong họ Erebidae.